# 숄더네슈티구
숄더네슈티구(루마니아어: Şoldăneşti)는 몰도바 북동부에 위치한 구로 행정 중심지는 숄더네슈티이며 면적은 598km2, 인구는 43,300명(2011년 기준)이다. 북동쪽과 동쪽으로는 드니스테르강을 경계로 트란스니스트리아와 접하며 북쪽과 서쪽으로는 플로레슈티 구, 남쪽으로는 텔레네슈티 구, 레지나 구와 접한다.